# Roanoke (Texas)
Roanoke város az USA Texas államában, Denton megyében. Lakosainak száma 9665 fő (2020. április 1.).

## Népesség
A település népességének változása:

| 2010 | 5 962 |
| 2020 | 9 665 |